# 岩原駅
岩原駅（いわはらえき）は、神奈川県南足柄市岩原にある、伊豆箱根鉄道大雄山線の駅。駅番号はID08。

## 歴史
- 1925年（大正14年）10月15日：開業。
- 1992年（平成4年）3月：券売機を設置。

## 駅構造

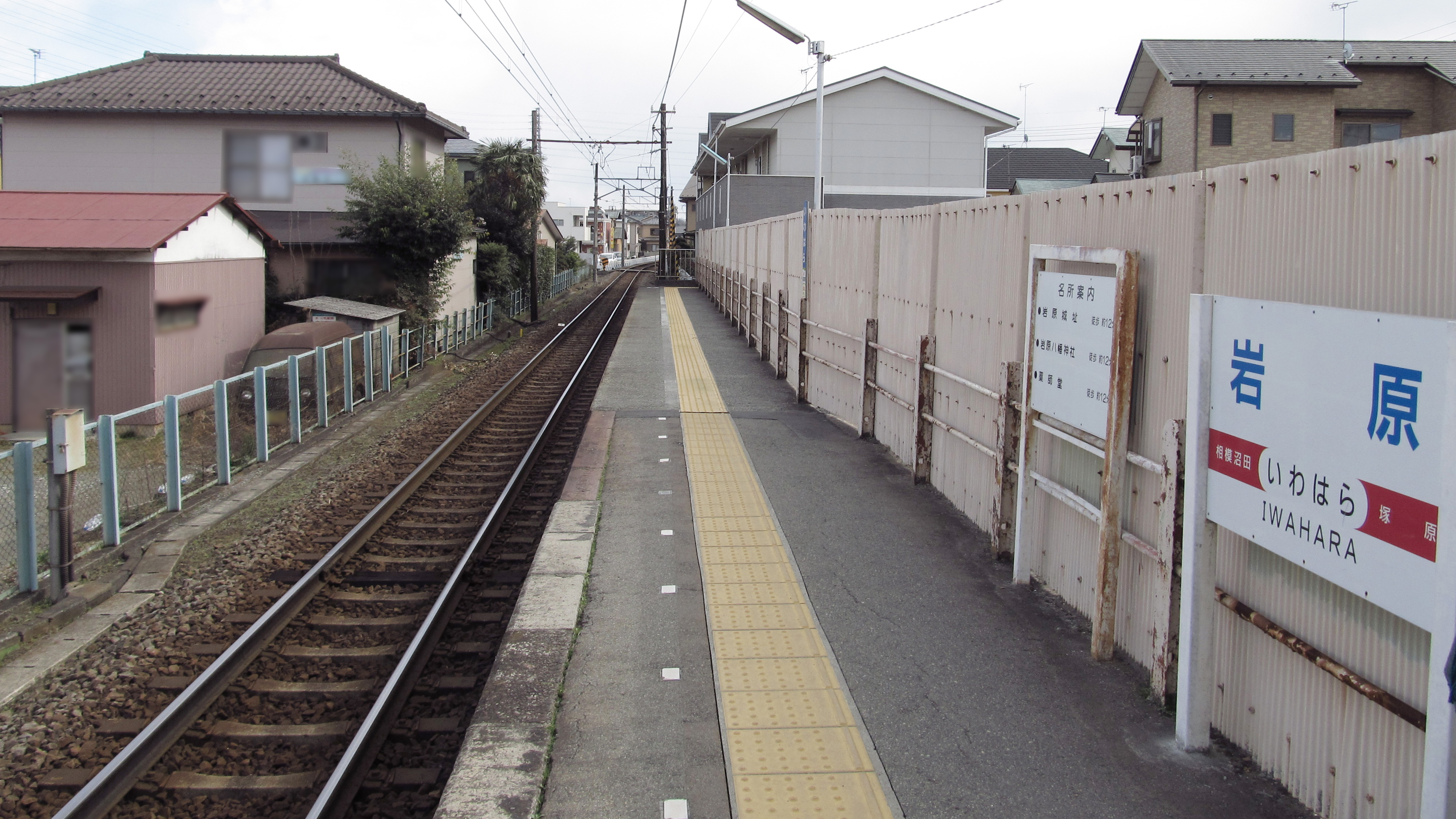
ホーム（2014年3月）

単式ホーム1面1線を有する地上駅。線路の西側にホームが置かれ、塚原方の端の階段を使って駅に出入りする。ホームの出入り口付近に上屋と券売機小屋が置かれ、自動券売機と乗車票発行機が一台ずつ設置されている。無人駅である。
ICカードをタッチする簡易改札もある。

## 利用状況
各年度の1日平均乗車人員は下表の通り。
| 乗車人員推移       | 乗車人員推移     | 乗車人員推移 |
| 年度               | 1日平均 乗車人員 | 出典         |
| ------------------ | ---------------- | ------------ |
| 1998年（平成10年） | 998              | [ * 1 ]      |
| 1999年（平成11年） | 959              | [ * 2 ]      |
| 2000年（平成12年） | 964              | [ * 3 ]      |
| 2001年（平成13年） | 948              | [ * 3 ]      |
| 2002年（平成14年） | 895              | [ * 4 ]      |
| 2003年（平成15年） | 849              | [ * 5 ]      |
| 2004年（平成16年） | 840              | [ * 6 ]      |
| 2005年（平成17年） | 890              | [ * 7 ]      |
| 2006年（平成18年） | 885              | [ * 8 ]      |
| 2007年（平成19年） | 886              | [ * 9 ]      |
| 2008年（平成20年） | 884              | [ * 10 ]     |
| 2009年（平成21年） | 871              | [ * 11 ]     |
| 2010年（平成22年） | 838              | [ * 12 ]     |
| 2011年（平成23年） | 817              | [ * 13 ]     |
| 2012年（平成24年） | 831              | [ * 14 ]     |
| 2013年（平成25年） | 849              | [ * 15 ]     |
| 2014年（平成26年） | 828              | [ * 16 ]     |
| 2015年（平成27年） | 804              | [ * 17 ]     |
| 2016年（平成28年） | 801              | [ * 18 ]     |
| 2017年（平成29年） | 798              | [ * 19 ]     |
| 2018年（平成30年） | 769              | [ * 20 ]     |
| 2019年（令和元年） | 746              | [ * 21 ]     |

## 駅周辺
駅の西側を神奈川県道74号小田原山北線が走り、東側を狩川が流れる。駅の南300メートルほどの所に南足柄市立岩原小学校がある他、駅の南西約1キロメートルの所には岩原城址と岩原八幡神社とがあり、比較的近い。
岩原駅と塚原駅は、大雄山線の中でも最も駅間距離が短い区間の一つである。『日本の私鉄 1』（山と溪谷社、吉川文夫）によると、岩原地区と塚原地区の住民が、自分の所に駅の設置を願って譲らないため、両地点に駅を設置したためと説明されている。
かつては県道74号上に「岩原公民館前」停留所があり箱根登山バスのバス路線が発着していたが2021年10月1日に廃止された。

## 隣の駅
伊豆箱根鉄道
 大雄山線
相模沼田駅 (ID07) - 岩原駅 (ID08) - 塚原駅 (ID09)